# Авро 584
Авро 584 (енгл. Avro 584 Avocet) је ловачки авион направљен у Уједињеном Краљевству. Авион је први пут полетео 1927. године. 

Због недовољне брзине није ушао у серијску производњу.
Размах крила је био 8,84 метара а дужина 7,46 метара. Маса празног авиона је износила 735 килограма а нормална полетна маса 1132 килограма. Био је наоружан са два митраљеза калибра 7,7 милиметара Викерс.

## Наоружање
| Наоружање авиона: Авро 584     |            |
| Ватрено (стрељачко) наоружање  |            |
| Топ                            |            |
| Митраљез                       |            |
| Број и ознака митраљеза        | 2 х Викерс |
| Калибар                        | 7,7        |
| Бомбардерско наоружање (бомбе) |            |
| Ракетно наоружање (ракете)     |            |

## Земље које су користиле авион
- Аргентина
- Аустралија
- Белгија